# بطرس بطرس غالي
بطرس بطرس غالي (بالقبطية: Ⲡⲉⲧⲣⲟⲥ Ⲡⲉⲧⲣⲟⲥ-Ⲅⲁⲗⲓ)(14 نوفمبر 1922 - 16 فبراير 2016) هو سياسي ودبلوماسي مصري وأول عربي وأفريقي يتولى منصب الأمين العام للأمم المتحدة. شغل منصب الأمين العام السادس للأمم المتحدة بين عامي 1992 و 1996م. وشغل سابقاً منصب وزير الخارجية بالإنابة في مصر بين عامي 1977 و 1979، كما كان نائباً لرئيس الاشتراكية الدولية إلى أن تولى منصب الأمين العام. تولى قيادة الأمم المتحدة خلال فترة شهدت عدة أزمات عالمية، مثل تفكك يوغوسلافيا والإبادة الجماعية في رواندا.
وُلد بطرس غالي في القاهرة لعائلة قبطية مسيحية، وكان أكاديميًا متخصّصًا في القانون الدولي والعلاقات الدولية، تلقى تعليمه في جامعة القاهرة من عام 1949 حتى 1979. من عام 1974 إلى عام 1977 كان عضواً في اللجنة المركزية والمكتب السياسي للاتحاد الاشتراكي العربي. بدأ مسيرته السياسية في فترة حكم الرئيس أنور السادات، الذي عينه وزيرًا للخارجية بالإنابة في عام 1977. في هذا المنصب، ساهم بطرس غالي في التفاوض على اتفاقيات كامب ديفيد ومعاهدة السلام بين مصر وإسرائيل بين السادات ورئيس الوزراء الإسرائيلي مناحيم بيغين. استمر في منصبه حتى أوائل عام 1991، عندما تولى منصب نائب وزير الخارجية لبضعة أشهر.
انتخب بطرس غالي أمينًا عامًا للأمم المتحدة من قبل الجمعية العامة للأمم المتحدة في عام 1991، وبدأ فترة ولايته في عام 1992 خلفًا لخافيير بيريز دي كويار. وكانت فترة ولايته مليئة بالأزمات الدولية الكبرى، مثل الحرب الأهلية الصومالية، والحرب الأهلية الرواندية، والحرب الأهلية الأنغولية، وحروب يوغوسلافيا. وقد تعرض لانتقادات بسبب عدم تحرك الأمم المتحدة في مواجهة الأزمات في أنغولا ورواندا، كما أدى فشل بعثة حفظ السلام في البوسنة إلى تدخل حلف الناتو. في عام 1996، ترشح بطرس غالي لولاية ثانية كأمين عام للأمم المتحدة، لكنه واجه معارضة شديدة من الولايات المتحدة التي استخدمت حق النقض (الفيتو) في مجلس الأمن الدولي ضد ترشحه.
بعد مغادرته الأمم المتحدة، شغل بطرس غالي منصب الأمين العام للمنظمة الدولية للناطقين بالفرنسية بين عامي 1997 و 2002، ثم أصبح رئيسًا لمنظمة مركز الجنوب، وهو مركز فكري مخصص للدول النامية. توفي بطرس غالي في عام 2016 في القاهرة عن عمر يناهز 93 عامًا.

## حياته المبكرة وتعليمه
ولد بطرس بطرس غالي في القاهرة في 14 نوفمبر 1922 لأسرة مسيحية قبطية. كان والده يوسف ابن بطرس باشا غالي (الذي يحمل اسمه أيضاً)، الذي كان رئيس نُظّار مصر من عام 1908 حتى اغتيل في عام 1910. كانت والدته صفيلة ابنة ميخائيل شاروبيم (1861–1920)، موظف ومؤرخ عام بارز. هو أيضاً عم يوسف بطرس غالي الذي كان وزيراً للمالية.
تخرج بطرس غالي من جامعة القاهرة عام 1946. حصل على درجة الدكتوراه في القانون الدولي العام من جامعة باريس ودبلوم في العلاقات الدولية من معهد الدراسات السياسية بباريس في عام 1949. خلال 1949–1979، تم تعيينه أستاذ القانون الدولي والعلاقات الدولية في جامعة القاهرة. أصبح رئيساً لمركز الدراسات السياسية والإستراتيجية في عام 1975 ورئيس الجمعية الإفريقية للدراسات السياسية في عام 1980. وكان باحث فولبرايت في جامعة كولومبيا من 1954 إلى 1955، مدير مركز بحوث أكاديمية لاهاي للقانون الدولي من 1963 إلى 1964، والأستاذ الزائر في كلية الحقوق في جامعة باريس من 1967 إلى 1968. في عام 1986 حصل على دكتوراه فخرية من كلية الحقوق في جامعة أوبسالا، السويد. وكان أيضاً رئيسًا فخريًّا لمعهد الدراسات العليا للدراسات السلام، في فرع من جامعة كيونغي، سول.[بحاجة لمصدر]

## مهنته السياسية

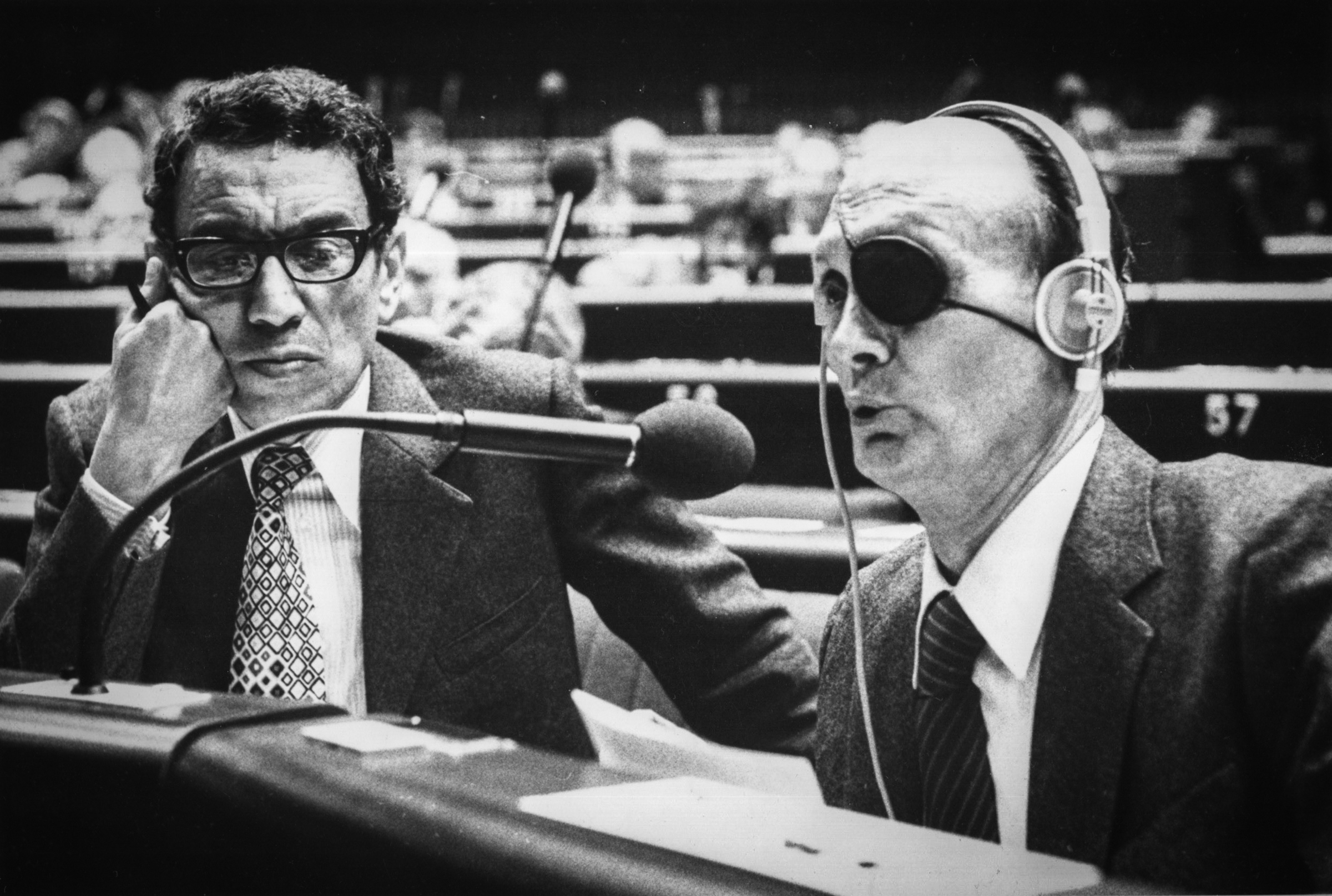
بطرس غالي (يسار) وموشيه ديان في مجلس أوروبا في ستراسبورغ، 1979

حياة بطرس بطرس غالي السياسية تطورت خلال رئاسة محمد أنور السادات. كان عضواً في اللجنة المركزية للإتحاد الاشتراكي العربي في الفترة من 1974 إلى 1977. شغل منصب وزير الدولة للشئون الخارجية من عام 1977 حتى أوائل عام 1991. ثم أصبح نائب وزير الشؤون الخارجية لعدة أشهر قبل الانتقال إلى الأمم المتحدة. بوصفه وزيراً للدولة للشؤون الخارجية، لعب دوراً في اتفاقات السلام بين الرئيس السادات ورئيس وزراء إسرائيل مناحم بيجن.
بحسب الصحافية التحقيقية ليندا ميلفرن، وافق بطرس غالي على بيع أسلحة سرية بقيمة 26$ مليون دولار إلى حكومة رواندا في عام 1990 عندما كان وزيراً للخارجية، الأسلحة المخزونة من قبل نظام الهوتو كجزء من الإستعدادات العامة على المدى الطويل، للإبادة الجماعية اللاحقة. كان يشغل منصب الأمين العام للأمم المتحدة عندما وقعت عمليات الإبادة بعد أربع سنوات.

## مهنته في الأمم المتحدة
أُنتخب بطرس غالي إلى منصبه عام 1991 كأمين عام، المنصب الأعلى في الأمم المتحدة، وبدأ ولايته في عام 1992، خلفًا لخافيير بيريز دي كوييار. اتسمت فترة ولايته بالجدال والأزمات. في عام 1992، قدم «خطة للسلام»، وهو اقتراح حول كيفية استجابة الأمم المتحدة للصراع العنيف. لكن تعرض لانتقادات بسبب فشل الأمم المتحدة في التصرف خلال الإبادة الجماعية في رواندا عام 1994 التي أسفرت عن مصرع أكثر من مليون شخص، وظهر أنه غير قادر على حشد التأييد في الأمم المتحدة للتدخل في الحرب الأهلية الأنغولية المستمرة. كان من أصعب المهام خلال فترة ولايته معالجة أزمة حروب يوغوسلافيا بعد تفكك جمهورية يوغوسلافيا الاشتراكية الاتحادية السابقة. أصبحت سمعته متشابكة في الجدل الأكبر حول فعالية الأمم المتحدة ودور الولايات المتحدة في الأمم المتحدة. ويعتقد بعض الصوماليين أنه كان مسؤولاً عن تصعيد الأزمة الصومالية من خلال ثأره شخصي ضد محمد فرح عيديد وعشيرته هبر جدير، من خلال دعم منافسيه، قبيلة الدارود عشيرة الدكتاتور السابق محمد سياد بري. ويعتقد أنه طالب بالهجوم بالطائرة المروحية الأمريكية في 12 يوليو عام 1993 على اجتماع لعشائر هبر جيدر، الذين كانوا يجتمعون لبحث مبادرة السلام التي طرحها رئيس بعثة الأمم المتحدة في مقديشو المتقاعد الأميرال جوناثان هاو. ويعتقد عموماً أن غالبية شيوخ العشائر كانوا حريصين على ترتيب السلام وكبح الأنشطة الإستفزازية لزعيمهم، محمد فرح عيديد، ولكن بعد هذا الهجوم على الاجتماع السلمي، تم حل العشيرة على محاربة الأميركيين والأمم المتحدة، مما أدى إلى معركة مقديشو في 3-4 أكتوبر 1993.

### الترشيح لفترة ثانية
في عام 1996، قام عشرة من أعضاء مجلس الأمن برئاسة دول إفريقية مصر، غينيا بيساو وبوتسوانا برعاية قرار يدعم بطرس غالي لفترة ثانية مدتها خمس سنوات حتى عام 2001. ولكن الولايات المتحدة استخدمت حق الفيتو ضد ولاية ثانية له. وبالإضافة إلى الولايات المتحدة، لم ترعَ المملكة المتحدة، كوريا الجنوبية وإيطاليا القرار، إلا أن الدول الثلاث الأخيرة صوّتت لصالح بطرس غالي بعد أن أعلنت الولايات المتحدة اعتزامها استخدام الفيتو. على الرغم من أنه ليس أول مرشح تستخدم فيه حق النقض (إعترضت الصين على الولاية الثالثة لكورت فالدهايم عام 1981 لترشيح أمين عام من العالم الثالث) فإن بطرس غالي هو الأمين العام الوحيد للإمم المتحدة الذي لم ينتخب لولاية ثانية إلى المنصب. قد خلفه في الأمم المتحدة كوفي أنان.

شارك ريتشارد كلارك، مايكل شيهان وجيمس روبين في ما أسموه «عملية الشرق السريع». كتب كلارك:
| بطرس بطرس غالي | لقد أبرمنا أنا، أولبرايت وحفنة أخرى (مايكل شيهان، جيمي روبين) في اتفاقاً معاً في عام 1996 لإطاحة بطرس غالي كأميناً عاماً للأمم المتحدة، وهي خطة سرية أطلقنا عليها عملية الشرق السريع، مما يعكس أملنا في أن العديد من الدول ستنضم إلينا في القيام برئاسة الأمم المتحدة. في النهاية، كان على الولايات المتحدة أن تفعل ذلك بمفردها (باستخدام حق النقض) شيهان وأنا خدمنا على منع الرئيس من الإدلاء بضغط من قادة العالم وتمديد فترة بطرس غالي، في كثير من الأحيان من خلال سباقنا إلى المكتب البيضاوي عندما نبهنا إلى أن رئيس دولة كان يتصل هاتفياً بالرئيس. في نهاية المطاف، أعجب كلينتون بأننا تمكنا ليس فقط من الإطاحة ببطرس غالي، بل باختيار كوفي أنان ليحل محله. (كلينتون قال لشيهان وأنا، «أحصلوا لي على غراب، يجب أن أكل غراب، لأنني قلت أنكم لن تسحبوه أبداً. | بطرس بطرس غالي |

كتب ريتشارد هولبروك أن الولايات المتحدة عارضت بطرس غالى بسبب تردده في الموافقة على قصف الحلف الأطلسي للبوسنة (وهو ما أيده كوفي أنان). ولاحظ أن معارضة الولايات المتحدة للأمين العام كانت معارضة من قبل جميع حلفائها.
يكتب ستانلي ميسلر، كاتب سيرة كوفي أنان، أن تردد بطرس غالي في قصف الصرب في البوسنة ينبع من المعارضة الفرنسية والبريطانية لهذا التكتيك، حيث أن الدولتين وفرتا معظم قوات حفظ السلام التابعة للأمم المتحدة وخوفاً من أن ينتقموا الصرب على جنودهم. بدلاً من ذلك، يشير ميسلر إلى أن كلينتون سعى إلى استخدام حق النقض لفترة ولاية بطرس غالي الثانية لزيادة شعبيته، حيث أن السناتور بوب دول، الذي كان يتنافس مع كلينتون في عام 1996، حصل على عدد من الأصوات من خلال إدانته لبطرس غالي بشكل متكرر.
كان بطرس غالي قد ألقى باللوم على حق النقض على مجموعة من العوامل، بما في ذلك الضغوط السياسية المتعلقة بانتخابات الرئاسة الأمريكية عام 1996، الخلافات بين الولايات المتحدة والأمم المتحدة حول قضايا مثل حرب البوسنة والهرسك والإبادة الجماعية في رواندا، فضلاً عن التوتر على مستحقات الأمم المتحدة غير المسددة المستحقة على الولايات المتحدة.

## السيرة المهنية

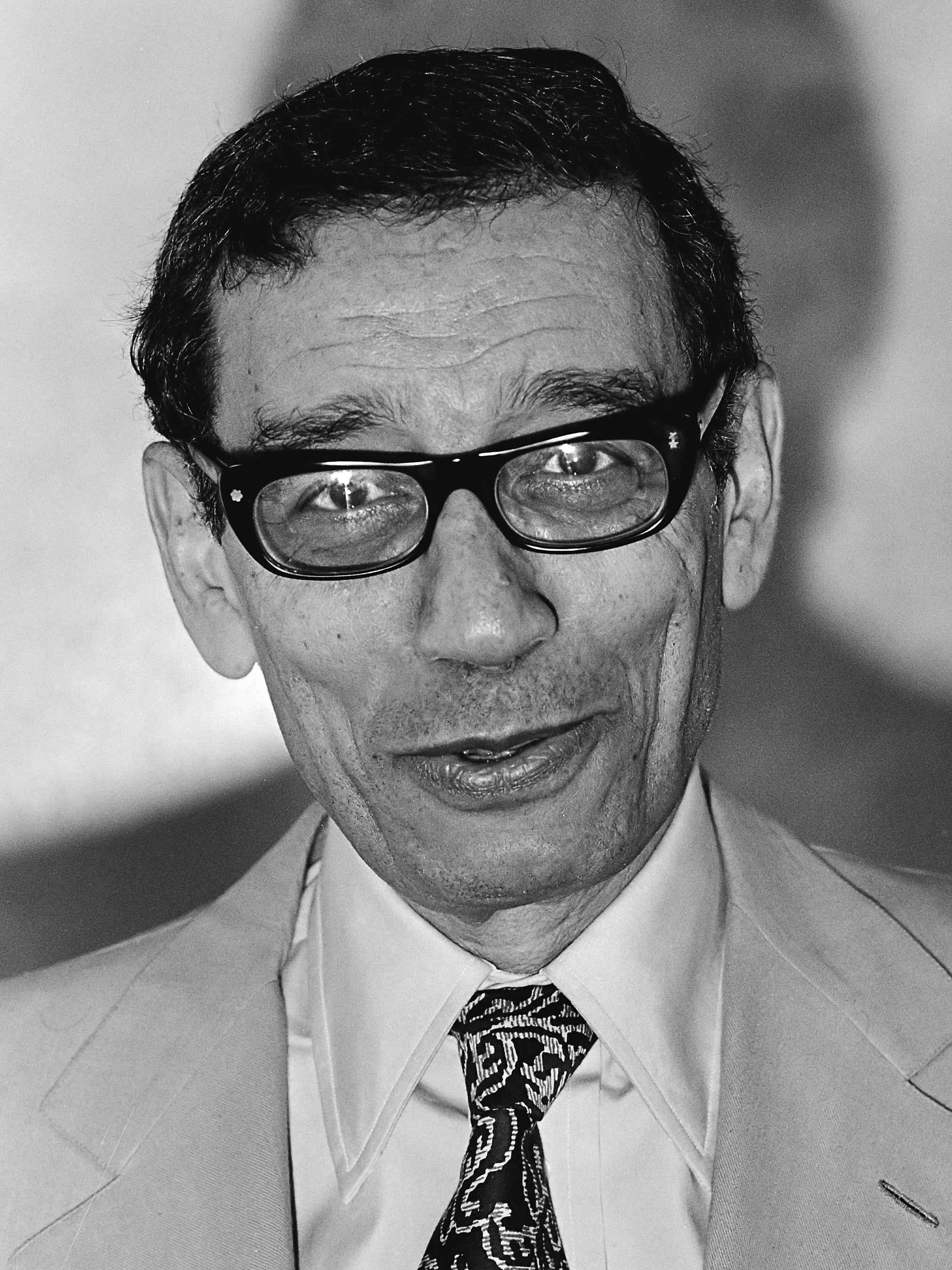
بطرس غالي عام 1980

- ولد لعائلة مسيحية قبطية ذات شأن في السياسة والمجتمع المصريّ، والده هو يوسف بطرس غالي ابن رئيس الوزراء المصري بطرس نيروز غالي بين أعوام 1908-1910، وأمه آنا أصلنيان من أصول أرمينية.[26]
- بعد حصوله على إجازة الحقوق من جامعة القاهرة في عام 1946 حصل على الدكتوراه من فرنسا في عام 1949.
- عمل أستاذًا للقانون الدولي والعلاقات الدولية بجامعة القاهرة في الفترة (1949 - 1977).
- أسس مجلة السياسة الدولية الفصلية بجريدة الأهرام.
- عمل مديرًا لمركز الأبحاث في أكاديمية لاهاي للقانون الدولي (1963-1964)
- شغل منصب وزير الدولة للشئون الخارجية في عهدي السادات ومبارك.
- شغل منصب نائب رئيس الوزراء ووزير الهجرة.
- نائبًا لرئيس الاشتراكية الدولية حتى تولى منصب الأمين العام للأمم المتحدة.
- تولى منصب أمين عام الأمم المتحدة 1992 - 1996 بمساندة فرنسية قوية ليصبح أول عربي يتولى هذا المنصب، في فترة سادت فيها صراعات في رواندا والصومال وأنغولا ويوغوسلافيا السابقة. لم تمتد رئاسته لفترة ثانية بسبب استخدام الولايات المتحدة لحق الفيتو بعد انتقادها له.
- ترأس منظمة الفرانكوفونية الدولية بعد عودته من الأمم المتحدة.
- يرأس المجلس الأعلى لحقوق الإنسان (مجلس حكومي مصري).
- استقال من رئاسة المجلس الأعلى لحقوق الإنسان في فبراير 2011

## أفكاره السياسية
يحمل مشوار بطرس غالي الفكري العديد من الأطروحات منها:
- الولايات المتحدة العربية وهي فكرة طرحها بطرس غالي إبان وجوده في الوزارة في فترة حكم السادات، وقت الوحدة التي كانت بين سوريا ومصر وليبيا، وقد نشرت مجلة الهلال المصرية تفاصيل هذه الأطروحة في أوائل السبعينيات من القرن الماضي.

## حياته الشخصية
تزوج من ليا نادلر، وهي إبنه لأسرة يهودية مصرية من الإسكندرية. تحولت ليا نادلر إلى الديانة المسيحية على المذهب الكاثوليكي في شبابها.

## وفاته
توفي يوم الثلاثاء 16 فبراير 2016 عن عمر يناهز 93 عاماً، في مستشفى في القاهرة، بعد معاناة مع المرض. جرت له جنازة عسكرية مع صلاة قادها البابا القبطي تواضروس الثاني. دُفن في الكنيسة البطرسية في العباسية، القاهرة.

## وصلات خارجية
- بطرس بطرس غالي على موقع أرشيف الشارخ.
- بطرس بطرس غالي على موقع IMDb (الإنجليزية)
- بطرس بطرس غالي على موقع الموسوعة البريطانية (الإنجليزية)
- بطرس بطرس غالي على موقع مونزينجر (الألمانية)
- بطرس بطرس غالي على موقع إن إن دي بي (الإنجليزية)
- بطرس بطرس غالي على موقع ديسكوغز (الإنجليزية)
- بطرس بطرس غالي على موقع قاعدة بيانات الفيلم (الإنجليزية)
- بطرس غالي من موقع الأمم المتحدة

| المناصب السياسية            | المناصب السياسية                   | المناصب السياسية |
| --------------------------- | ---------------------------------- | ---------------- |
| سبقه خافيير بيريز دي كويلار | أمين عام الأمم المتحدة 1992 - 1997 | تبعه كوفي عنان   |